# Parapithecoidea
Parapithecoidea (от др.-греч. παρά — «возле», «мимо», «вне» и πίθηκος — «обезьяна») — надсемейство древнейших вымерших обезьян. Жили с эоцена по олигоцен в Египте. В некоторых классификациях все Parapithecoidea помещены в семейство Parapithecidae. Seiffert et al. (2010) предполагают, что Parapithecoidea возникла в бартоне (средний эоцен), при этом Biretia и Parapithecidae разделились в позднем эоцене.
Анализ строения зубов рода Arsinoea Seiffert et al. привели их к мысли, что отнесение Arsinoea к семейству Parapithecidae сомнительно, и предложили рассматривать Arsinoea kallimos как «incertae sedis» в составе Parapithecoidea.